# مارگارت وایتینگ
مارگارت وایتینگ (انگلیسی: Margaret Whiting؛ ۲۲ ژوئیهٔ ۱۹۲۴ – ۱۰ ژانویهٔ ۲۰۱۱) یک موسیقی‌دان اهل ایالات متحده آمریکا بود. وی بین سال‌های ۱۹۴۲ تا ۲۰۱۰ میلادی فعالیت می‌کرد.